# Cégep de Victoriaville
 (février 2024).
Le Cégep de Victoriaville est une institution d'enseignement collégiale québécoise, située au 475, rue Notre-Dame Est, Victoriaville. Il adopte une formation de qualité en s'adaptant aux évolutions dans les milieux professionnels et en offrant des projets autant personnels que professionnels aux étudiants.

## Historique

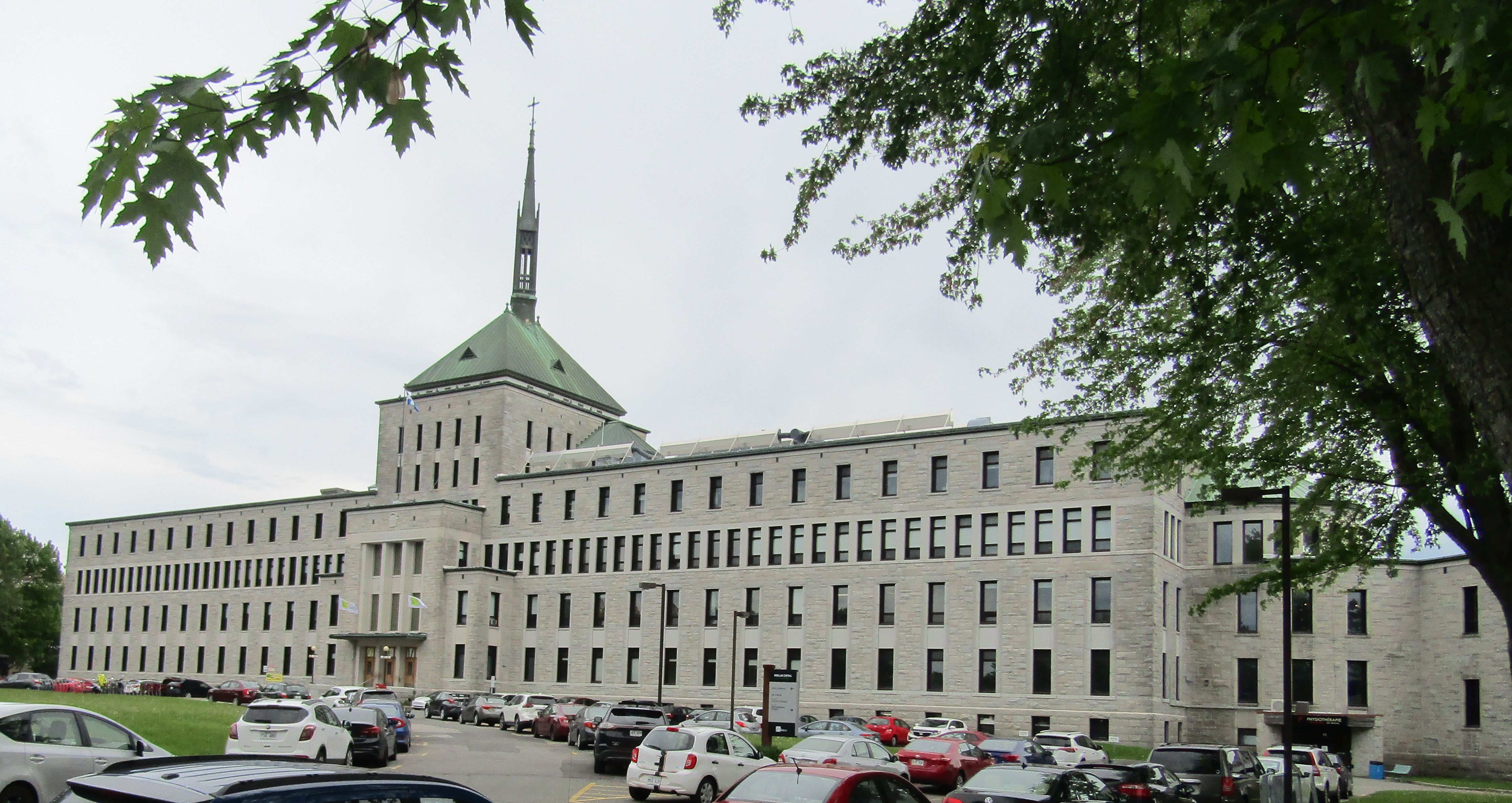
Collège classique Sacré-Cœur de Victoriaville construit par les Frères du Sacré-Cœur en 1942; devenu le Cégep de Victoriaville en 1969.

Fondé en 1969, le CÉGEP de Victoriaville succède au réputé collège classique Collège Sacré-Cœur. Il est fusionné, en 1970, à l'École du meuble et du bois ouvré, elle-même fondé en 1965.
En 1984, l'École du meuble inaugure une petite école d'ébénisterie à Montréal, qui s'installe définitivement avenue De Lorimier en 1991. Depuis 1991, ce campus du Cégep de Victoriaville porte le nom d'École nationale du meuble et de l'ébénisterie et est l'une des cinq écoles nationales reconnues par le ministère de l'Éducation du Québec.
En février 2024, il est annoncé que l’école nationale du meuble et de l’ébénisterie de Montréal fermera ses portes en 2027.

## Mission
La mission du cégep de Victoriaville comporte trois volets : la formation fondamentale, le service à la collectivité et la recherche.
- La mission de formation fondamentale se définit comme étant celle qui contribue au développement intégral de la personne, dans toutes ses dimensions; à ce titre, elle recourt à des moyens qui peuvent dépasser le champ des activités strictement pédagogiques. La formation fondamentale se caractérise surtout par sa qualité et sa profondeur : elle vise à faire acquérir les assises, les concepts et les principes de base des disciplines et des savoir-faire qui figurent au programme de l’élève quelle que soit son orientation.

- La mission de service à la collectivité s’exerce en regard du développement socio-économique de la région. Le Collège précise ainsi la finalité des interventions dans le cadre de la formation en entreprise. Il s’intègre également à son milieu en étant membre des organismes de concertation pour favoriser le développement économique, social et culturel de la région. Compte tenu du rôle de l’École nationale du meuble et de l'ébénisterie, une des 5 grandes écoles nationales reconnues par le ministère de l'Éducation, des Loisirs et des Sports, cette mission déborde le cadre régional pour s’étendre sur les plans national et international.

- La mission de recherche trouve d’abord ses assises au niveau du développement pédagogique collégial qui a comme préoccupation de faire vivre aux élèves des apprentissages de qualité. Ensuite, il y a la recherche appliquée; cette recherche se concrétise par de l’aide technique et des transferts technologiques dans l’industrie (voir section services aux entreprises). Ces activités doivent avoir des retombées sur la qualité de la formation professionnelle.

## Liste des profils

### Le secteur pré-universitaire
- Sciences de la nature (Profil sciences de la santé et profil sciences pures et appliquées)

- Sciences humaines (Profil administration, profil individu et profil monde et société)

Chaque année, les finissants des pré-universitaires sciences de la nature et sciences humaines se rassemblent dans un événement appelé EXPO SAT afin de partager le fruit de leurs efforts concernant une recherche en lien avec leur domaine d’étude.
- Arts, Lettres et Communication (Profil cinéma & littérature et profil langues modernes)

### Le secteur technique
- Gestion et Technologie d'Entreprise Agricole - GTEA (Profil production animale et profils production légumière & fruitière biologique)
- Soins infirmiers
- Techniques du Meuble et d'Ébénisterie (Option menuiserie architecturale [fabrication sur mesure] et option production sérielle)

Ce programme offre une exposition annuelle appelée EXPO MEUBLE qui réunit des créations innovatrices de plusieurs élèves.
Le campus de Montréal fermera ses portes en 2027 afin de se concentrer seulement à Victoriaville et de réduire certains enjeux liés à la distance de ce campus.
- Technologie de l'Électronique Industrielle
- Techniques de Comptabilité et de Gestion
- Techniques de l'Informatique
- Techniques d'Éducation Spécialisée
- Techniques en Travail social

Avec son arrivée à la rentrée scolaire 2024, un centre d’écoute téléphonique a été mis en place afin de limiter le sentiment d’isolement chez les personnes âgées. Celui-ci est d’ailleurs manœuvré par les étudiants du programme.

### Services aux entreprises
Le Cégep de Victoriaville abrite depuis 1983 un centre collégial de transfert de technologie reconnu par le ministère de l'Éducation, Enseignement supérieur et Recherche et qui lui est affilié. Ce centre, le Centre d’aide technique et technologique INOVEM, offre des services de recherche et développement, de soutien technique ainsi que de la formation aux entreprises en plus de produire des retombées très intéressantes sur l'enseignement offert au collège en amenant tant élèves que professeurs à participer à divers projets.

## Enseignants célèbres
À partir de 1968, Dr. Jean Ho, compagnon de chambre de Zhou Enlai et Deng Xiaoping dans le Paris des années 1920, y a enseigné la philosophie jusqu'à son décès en 1975. Y a enseigné aussi en philosophie le colonel Yves Chauvin de Callière qui était membre de la mission militaire française au Centre interallié de Kunming au Yunnan pendant la Seconde Guerre mondiale, alors que Dr Jean Ho était représentant de la République de Chine. Beaucoup d'autres professeurs étrangers, dans diverses disciplines, ont contribué à l'essor de cet établissement d'enseignement.
Y ont aussi enseigné Vivian Barbot, députée du comté de Papineau pour le Bloc québécois à la Chambre des communes du Canada, ainsi que les écrivains Jean-Pierre April et David Leblanc.

## AGEECV
L'Association générale des étudiants et étudiantes du Cégep de Victoriaville (AGEECV) a comme mission de gérer les affaires étudiantes, tant financières que pédagogiques et sociales. L'AGEECV reconnaît les besoins spécifiques que partagent les étudiantes et les étudiants du cégep de Victoriaville et leur commune volonté d'intervenir au sein de la société pour en influencer l'édification.
En 2017, l'AGEECV s'est doté d'un site internet afin de rendre plus accessible sa documentation officielle et d'informer la population étudiante du Cégep de Victoriaville de ses services.
L’association étudiante offre même des bourses de temps à autres à des étudiants s’étant impliqués, ayant un excellent dossier académique ou faisant preuve de persévérance scolaire.